# Hipnose erótica

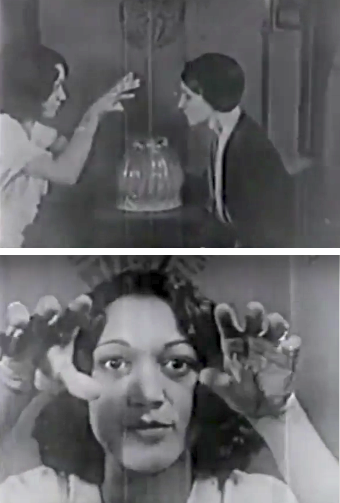
Quadros do filme stag dos anos 1930 O Hipnotista

Hipnose erótica é um termo amplo que designa uma variedade de atividades eróticas envolvendo Hipnose. Parte da hipnose erótica é praticada no contexto de relacionamentos e comunidades BDSM. Além disso, para algumas pessoas, a hipnose é inerentemente erótica, configurando-se como um exemplo de Fetiche sexual ou Parafilia.

## Práticas
A hipnose erótica pode envolver sugestões hipnóticas destinadas a aumentar a excitação, a criar ou intensificar o prazer sexual (o que pode incluir "orgasmos sem as mãos"), a produzir novas sensações, a imobilizar os parceiros ou simular bondage, ou a aprimorar o roleplay, com tipos populares de roleplay hipnótico incluindo transformações animais, brincadeiras com robôs e brincadeiras com bonecas. A hipnose erótica pode ser realizada presencialmente, por videoconferência ou chat, ou por meio de arquivos de áudio ou vídeos pré-gravados. As sessões podem envolver Sugestãos que entrem em vigor durante o transe ou posteriormente, na forma de sugestões pós-hipnóticas, algumas das quais podem ser desencadeadas por uma ação ou situação.

## Relação com o BDSM
A hipnose é uma prática cada vez mais popular dentro de uma relação de Dominação e submissão para reforçar a troca de poder e como uma forma de prática kinky de jogo. Algumas pessoas relatam que ser hipnotizado produz uma sensação intensa de entrega de controle, por exemplo, a impressão de que devem obedecer aos comandos do hipnotizador. Vários praticantes compararam a sensação de transe ao subspace. Grandes eventos de BDSM na América do Norte frequentemente incluem aulas e oficinas dedicadas à hipnose erótica, como os eventos organizados por Black Rose e TES. Além de sua presença nesses eventos gerais de BDSM, desde 2009 convenções nacionais de hipnose erótica têm sido realizadas em cidades da América do Norte e ao redor do mundo, assim como encontros locais, como os munches.

## Como fetiche
Uma parcela daqueles interessados em hipnose erótica considera a hipnose inerentemente erótica, configurando-se como um exemplo de Fetiche sexual. Esses indivíduos podem se excitar ao hipnotizar outros, pela sensação de serem hipnotizados ou ao ver pessoas sendo hipnotizadas.
O fetichismo por hipnose foi registrado na literatura clínica já em 1957, quando George Merrill observou que "para muitos sujeitos hipnóticos, a hipnose possui fortes conotações sexuais". Em um estudo de caso envolvendo uma paciente que erotizou a hipnose, foi escrito:
O entusiasmo dela pela hipnose, o óbvio prazer com o transe e sua aparência relaxada, feliz e 'encantada' após despertar de cada transe sugeriam que ela estava obtendo mais satisfação com a experiência hipnótica do que seria provável apenas com o alívio dos sintomas e a obtenção de insights.:140
O fetichismo por hipnose apresenta grande sobreposição com o fetichismo de controle mental, o qual, além de representar de forma tipicamente irreal e fantasiosa o controle hipnótico, pode incluir magia (por exemplo, Telepatia), vampirismo, ou tecnologia fictícia (por exemplo, máquinas de Lavagem cerebral e robotização) como artifícios narrativos.
O psicólogo e autor Devon Price discutiu ter um fetiche por hipnose, afirmando: "Mesmo em suas formas mais encenadas e estéreis, acho-a inescapavelmente erótica."

## Sociedade e cultura

### Cinema e filmes stag
A hipnose teve ligação com as percepções de transgressão erótica e criminal no cinema convencional, particularmente no início a meados do século XX, popularizando a ideia do "hipnotizador maligno" e do "lavador cerebral científico". Esses tropos foram replicados em Filme stag da época, como no filme stag dos anos 1930 O Hipnotista.

### Na internet

#### História
Conteúdos relacionados à hipnose e ao fetichismo de controle mental vêm sendo compartilhados na internet desde seus primórdios, como em uma pesquisa de 1997 sobre histórias do alt.sex.stories que constatou que "cinco por cento das histórias envolviam algum tipo de controle mental (como hipnose, o uso de máquinas míticas de controle mental ou drogas)". Conteúdo de hipnose erótica na internet tem aparecido como arquivos de áudio, vídeos e literatura.

#### Atualidade
Atualmente, a hipnose erótica possui certa relevância como um nicho na internet. Em 2025, o subreddit r/EroticHypnosis no Reddit conta com mais de 179.000 membros.
Vídeos compostos por clipes sexuais editados rapidamente, combinados com texto ou áudio que atendem a fantasias de serem submetidos à lavagem cerebral – por exemplo, para feminização – têm ganhado popularidade. Um estudo de 2023 na Sexuality & Culture constatou que o conteúdo "sissy hypno" é visualizado por homens Cisgênero, bem como por mulheres Transgênero que podem utilizar a mídia "como uma ferramenta de Identidade sexual afirmação e de exploração sexual adicional". Outro artigo na Transgender Studies Quarterly constatou que, para mulheres transgênero, esses vídeos "criam um espaço para que os espectadores experimentem com a corporalidade de gênero ao imaginar uma transformação orientada para o futuro em um sujeito trans*".

#### Controvérsia
Conteúdo de hipnose erótica (às vezes denominado "Hypnokink") tem sido alvo de restrições em sites pornográficos por uma combinação de razões, embora particularmente devido a preocupações com o consentimento sexual. Em 2019, a plataforma de assinaturas Patreon proibiu conteúdo erótico que retratava hipnose não consensual sob sua política contra a "glorificação da violência sexual", especialmente o que denominou de conteúdo de "consentimento coagido". Defensores da pornografia de hipnose argumentam que ela é um exemplo de Não consentimento consensual, e que muitos exemplos de hipnose na mídia ficcional a retratam como não consensual, o que leva à crença de que os performers hipnotizados não consentem plenamente com a experiência na vida real.
Em 2023, um artigo da BuzzFeed News alegou que uma série de gravações conhecidas como Bambi Sleep havia corroído e violado o Consentimento no BDSM de seus sujeitos hipnóticos ao supostamente criar "pessoas obedientes, femininas, simplórias e obcecadas por sexo" que não conseguiam recordar os incidentes posteriormente. Outros praticantes de hipnose erótica criticaram o artigo, reconhecendo que os arquivos eram "inseguros", mas argumentando que o artigo retratava a comunidade como um "monolito" e que "Bambi Sleep é uma pequena parte de um espaço de hypnokink intensamente amplo."

## References
1. 1 2  Sloan, Kate (2021). 101 Kinky Things Even You Can Do. London: Laurence King Publishing. pp. 76–77. ISBN 9781913947217
2. 1 2 3 4 5  Daveed, Michal (10 de setembro de 2018). «What It's Like to Have a Hypnosis Fetish». narratively. Consultado em 3 de fevereiro de 2020
3. 1 2 3  Merrill, George G. (1957). «Sexual complications of hypnosis». Journal of Clinical and Experimental Hypnosis. 5 (3): 138–146. doi:10.1080/00207145708410731
4. 1 2  Griffiths, Mark D. (14 de dezembro de 2016). «Hypnosis And Sexual Health». Psychology Today. Consultado em 10 de fevereiro de 2020
5. 1 2  Kohn, Isabelle (2019). «The Erotic Hypnotist Who Helps Bottoms Open Up». Mel Magazine. Consultado em 10 de fevereiro de 2020
6. 1 2  Kiberd, Roisin (20 de novembro de 2014). «The Hypnosis Videos That Promise Sweet Dreams and Hands-Free Orgasms». Vice. Consultado em 18 de fevereiro de 2020
7. 1 2  Lazarus, Molly (25 de fevereiro de 2019). «Hypnokink: A Peek Inside the Sexy World of Erotic Hypnosis». Kinkly. Consultado em 10 de fevereiro de 2020
8. 1 2  Dan Savage (21 de janeiro de 2020). «Hypnokink! With Michal Daveed». Savage Lovecast (Podcast). Consultado em 10 de fevereiro de 2020
9. 1 2 3 4  Eastmond, Dean (13 de maio de 2016). «Talking to people that like to be hypnotised for sex». Dazed. Consultado em 10 de fevereiro de 2020
10. ↑  Sleepingirl (8 de setembro de 2022). «Erotic Hypnosis Turned Me Into a Living Sex Doll». Cosmopolitan. Consultado em 9 de setembro de 2022
11. ↑  Mistress Simone (2014). The Toybag Guide to Chastity Play. Eugene, Oregon: Greenery Press. pp. 64–68. ISBN 9780937609675
12. ↑  Moylan, Brian (27 de abril de 2012). «Erotic Hypnosis Gave Me the Most Intense Orgasm of My Life». Vice. Consultado em 10 de fevereiro de 2020
13. ↑  Sandra Daugherty (8 de setembro de 2014). «Sex Nerd Sandra #159: Erotic Hypnosis – Part 1 with Mark Wiseman, Live in DC!». Nerdist (Podcast). Consultado em 10 de fevereiro de 2020
14. ↑  «Hypnosis SIG». Black Rose. Consultado em 18 de fevereiro de 2020. Arquivado do original em 19 de fevereiro de 2020
15. ↑  «Hypnokink Group». TES. Consultado em 18 de fevereiro de 2020
16. 1 2  Newitz, Annalee (4 de outubro de 2000). «Imagining an orgasm». Salon. Consultado em 19 de março de 2020
17. ↑  «The Asexual Fetishist». Devon Price. 1 de fevereiro de 2024. Consultado em 2 de fevereiro de 2024
18. 1 2 3  Mackay, James; Mackay, Polina (novembro de 2021). «Hypnosis and pornography: a cultural history». Porn Studies. 10: 82–98. doi:10.1080/23268743.2021.1978312
19. ↑  Harmon, Denna; Boeringer, Scot B (1997). «A content analysis of Internet-accessible written pornographic depictions». Electronic Journal of Sociology. 3 (1). ISSN 1198-3655. Consultado em 18 de abril de 2020
20. ↑  Tonic, Gina; Frost, Helen (7 de dezembro de 2022). «I Tried to Orgasm Using Only My Mind». Vice (em inglês). Consultado em 2 de novembro de 2023
21. ↑  Eric, Newman (25 de novembro de 2019). «Pointing to the Trap». Los Angeles Review of Books. Consultado em 26 de fevereiro de 2022
22. ↑  Vadapalli, Sundara Kashyap; Kuss, Daria J. (6 de julho de 2023). «Sissy Hypno: Conceptualisation of Autogynephilic Persuasive Pornography (AGPP) and an Investigative Exploration of the Experiences of its Consumers». Sexuality & Culture (em inglês). 28: 243–269. ISSN 1936-4822. doi:10.1007/s12119-023-10113-y
23. ↑  Gilbert, Aster (1 de maio de 2020). «Sissy Remixed: Trans* Porno Remix and Constructing the Trans* Subject». Transgender Studies Quarterly. 7 (2): 222–236. doi:10.1215/23289252-8143379 – via Duke University Press
24. 1 2 3  Dawson, Brit (21 de julho de 2023). «Erotic hypnosis: "It's just tying someone up without rope"». The Face (em inglês). Consultado em 18 de agosto de 2023
25. ↑  Valens, Ana (12 de junho de 2019). «Patreon is removing erotic hypnosis content. It's a dangerous sign for porn». Cashmere (em inglês). Consultado em 17 de outubro de 2023
26. ↑  Lucas, Jessica (19 de abril de 2023). «After These People Tried Erotic Hypnosis, They Couldn't Recognize Themselves». BuzzFeed News (em inglês). Consultado em 18 de agosto de 2023
27. ↑  «What is erotic hypnosis? And can it ever be a safe kink for those wanting to try it?». Glamour UK (em inglês). 6 de maio de 2023. Consultado em 18 de agosto de 2023